# 샤 레이블
샤 레이블(Sha Label)은 대한민국의 음반 제작사이다.
2004년 이기용이 만든 레이블로 허클베리핀, 이기용의 솔로 프로젝트 스왈로우, 싱어송라이터 루네의 앨범을 제작하였다.

## 제작 음반

### 허클베리핀(Huckleberry Finn)
- 18일의 수요일 (1998년) -2004년 재발매
- 나를 닮은 사내 (2001년) -2007년 재발매
- 올랭피오의 별 (2004년)
- 허클베리핀 싱글 (2007년) -싱글 앨범
- 환상... 나의 환멸 (2007년)
- Huckleberry Finn Live (2010년) -라이브 앨범
- 까만 타이거 (2011년)
- 뜨거운 불로 만들어진 새는 그녀의 팔에서 태어났다 (2016년) -디지털 싱글 앨범

### 스왈로우(Swallow)
- Sun Insane (2004년)
- Aresco (2005년)
- It (2009년)

### 루네(Lune)
- Absinthe (2009년)